# Juan Vicente de Mira Íñiguez
Juan Vicente de Mira Íñiguez; abogado y político chileno. Nació en Santiago en 1820. Falleció súbitamente de un infarto cardíaco en 1851, durante el cumpleaños de una de sus hijas. Hijo de Juan José de Mira Seira y doña María Mercedes de la Concepción Íñiguez Zevallos, hermana del diputado Manuel Iñiguez. Juan Vicente Mira había casado con Manuela Mancheño Elizalde, con quien tuvo una numerosa descendencia.
Se tituló de abogado por el intelectual venezolano Andrés Bello, el 1 de mayo de 1844.
Fue nombrado Intendente de Atacama. Atacado rudamente por la prensa, se trabó una polémica en los diarios contra los que atacaban su gobierno local. Se defendió más rudamente, para lo cual fundó un periódico. Los escritos se transformaron en discursos violentos contra otras personas públicas, hasta llegar a un autoritarismo, en que flageló por mano de un verdugo a sus detractores.
El pueblo se indignó y tuvo que huir de Copiapó en un tren especial. Fue enjuiciado por la Corte Suprema y sentenciado al destierro. Vivió en Mendoza, donde se hizo cargo de la redacción del periódico El Constitucional.
Regreso a Chile, se le rehabilitó y fue nombrado defensor de menores de Santiago. Elegido Diputado por Valdivia en 1846-1849, siendo parte de la Comisión permanente de Educación y Beneficencia.